# Certi piccolissimi peccati
Certi piccolissimi peccati (Un éléphant ça trompe énormément) è un film del 1976 diretto da Yves Robert.
Ha avuto un seguito nel 1977, Andremo tutti in paradiso (Nous irons tous au paradis), e un remake americano nel 1984, La signora in rosso (The Woman in Red).

## Trama
Étienne, un quarantenne sposato e con una carriera di pubblicitario, si invaghisce di Charlotte, una avvenente modella ingaggiata dal suo direttore per essere il volto della Marianne, icona della Repubblica Francese. L'uomo, che nonostante l'età è avvezzo al gioco ed agli scherzi con i suoi coetanei, perde qualsiasi interesse in nome di Charlotte, cominciando a trascurare gli interessi e gli affetti, fino a coronare il suo sogno di trascorrere con lei una notte in un appartamento presso l'Arco di Trionfo.
La mattina vi è un imprevisto: il marito della donna, un pilota civile, suona alla porta. Étienne vorrebbe discutervi ma Charlotte lo spinge a nascondersi fuori dalla finestra, in piedi su un cornicione con indosso una sola vestaglia, richiamando così l'attenzione di tutto il centro parigino. I pompieri, pronti con un telone, lo invitano a lanciarsi. Durante la caduta l'uomo riflette sul suo gesto, nei guai in cui si è cacciato, tutto per il corpo di una modella, ma poco prima di atterrare morbidamente, scorge il sorriso di una sobria ma gradevole cronista.